# Соловаренко, Денис Владимирович
Денис Владимирович Соловаренко (4 апреля 1979) — казахстанский футболист.

## Карьера

### Клубная
Воспитанник СДЮСШОР № 3 г. Алматы и Республиканского спортивного колледжа им. Х. Мунайтпасова.
Начал профессиональную карьеру в 1996 году в дубле «Кайрата». За 2 сезона, проведённые в дубле «Кайрата», сыграл 5 матчей. После, в 1998 году перешёл в алматинский «ЦСКА-Кайрат». Там, Соловаренко не смог закрепиться в основном составе клуба, играл в аренде в «Жетысу» и «Тараз».
В 2001 году Соловаренко перешёл в «Жетысу». Там он провёл один сезон, после так же по одному сезону провёл в «Актобе-Ленто» и в «Есиль-Богатырь», где и закончил свою карьеру.

### Сборная
Соловаренко играл в составе молодёжной сборной Казахстана, сыгравшей единственный раз в финальной части чемпионата мира.

## Достижения
«Кайрат»
- Обладатель Кубка Казахстана: 1997
- Бронзовый призёр чемпионата Казахстана: 1997

## Личная жизнь
По состоянию на 2014 год жил в Ганновере, работал в госструктуре.